# Willem van den Berg (schilder)
Willem Hendrik van den Berg (Den Haag, 16 februari 1886 – Amsterdam, 23 december 1970) was een Nederlands schilder, tekenaar en etser. Hij doceerde aan de Rijksakademie en was daar van 1938 tot 1953 directeur.

## Leven en werk
Willem van den Berg was een zoon van schilder Andries van den Berg (1852-1944) en Johanna Muns (1853-1924). Hij leerde de beginselen van het vak van zijn vader en werd verder opgeleid aan de Academie van Beeldende Kunsten als leerling van Willem van Konijnenburg en Carel F.L. de Wild sr.
Van den Berg schilderde onder meer figuurvoorstellingen met boeren en vissers, landschappen, christelijk religieuze voorstellingen, stillevens en portretten en maakte houtsnedes en litho's. Rond 1930 werd hij docent aan de Rijksakademie van beeldende kunsten in Amsterdam, van 1938 tot 1953 was hij er hoogleraar en directeur. Tot zijn leerlingen behoorden Jan Batterman, Joop van den Broek, Ad Dekkers, Jan Engelberts, Lydia Hoeffelman, Bob ten Hoope, Louise Kaiser, Len Landzaat, Kurt Löb, Dick Osinga, Jentsje Popma, Anton Voorzanger, Go van der Werf en Eugène Winter. Bij zijn afscheid van de Rijksakademie werd professor Van den Berg benoemd tot ridder in de Orde van de Nederlandse Leeuw.
Van den Berg was lid van Sint Lucas, de Pulchri Studio, de Gooische Schildersvereniging en Arti et Amicitiae. Van 1954 tot 1956 was hij voorzitter van Arti, in 1958 ontving hij de Arti-medaille.
Willem van den Berg overleed in 1970, op 84-jarige leeftijd.
- Biografisch Portaal: 61188986
- Gemeinsame Normdatei: 1068194669
- International Standard Name Identifier: 0000 0000 7034 7844
- Nederlandse Thesaurus van Auteursnamen: 075276658
- RKD-Nederlands Instituut voor Kunstgeschiedenis: 7033
- Système universitaire de documentation: 118593099
- Union List of Artist Names: 500027431
- Virtual International Authority File: 95850873
- WorldCat: E39PBJgCHCRdB9PGXjfpjggkDq